# Pichit Sithbanprachan
Pichit Sithbanprachan (* 15. Januar 1966 in Chaiyaphum, Thailand) ist ein ehemaliger thailändischer Boxer im Fliegengewicht.

## Profikarriere
Im Jahre 1988 begann er erfolgreich seine Profikarriere. Am 29. November 1992, bereits in seinem 14. Kampf, boxte er gegen Rodolfo Blanco um die IBF-Weltmeisterschaft und gewann durch klassischen K. o. in Runde 3. Diesen Gürtel verteidigte er insgesamt fünf Mal.
Im Jahre 2000 beendete er seine Karriere. Sithbanprachan blieb ungeschlagen.